# Stomina kugleri
Stomina kugleri är en tvåvingeart som beskrevs av Louis-Paul Mesnil 1975. Stomina kugleri ingår i släktet Stomina och familjen spyflugor.
Artens utbredningsområde är Israel. Inga underarter finns listade i Catalogue of Life.